# Sampler

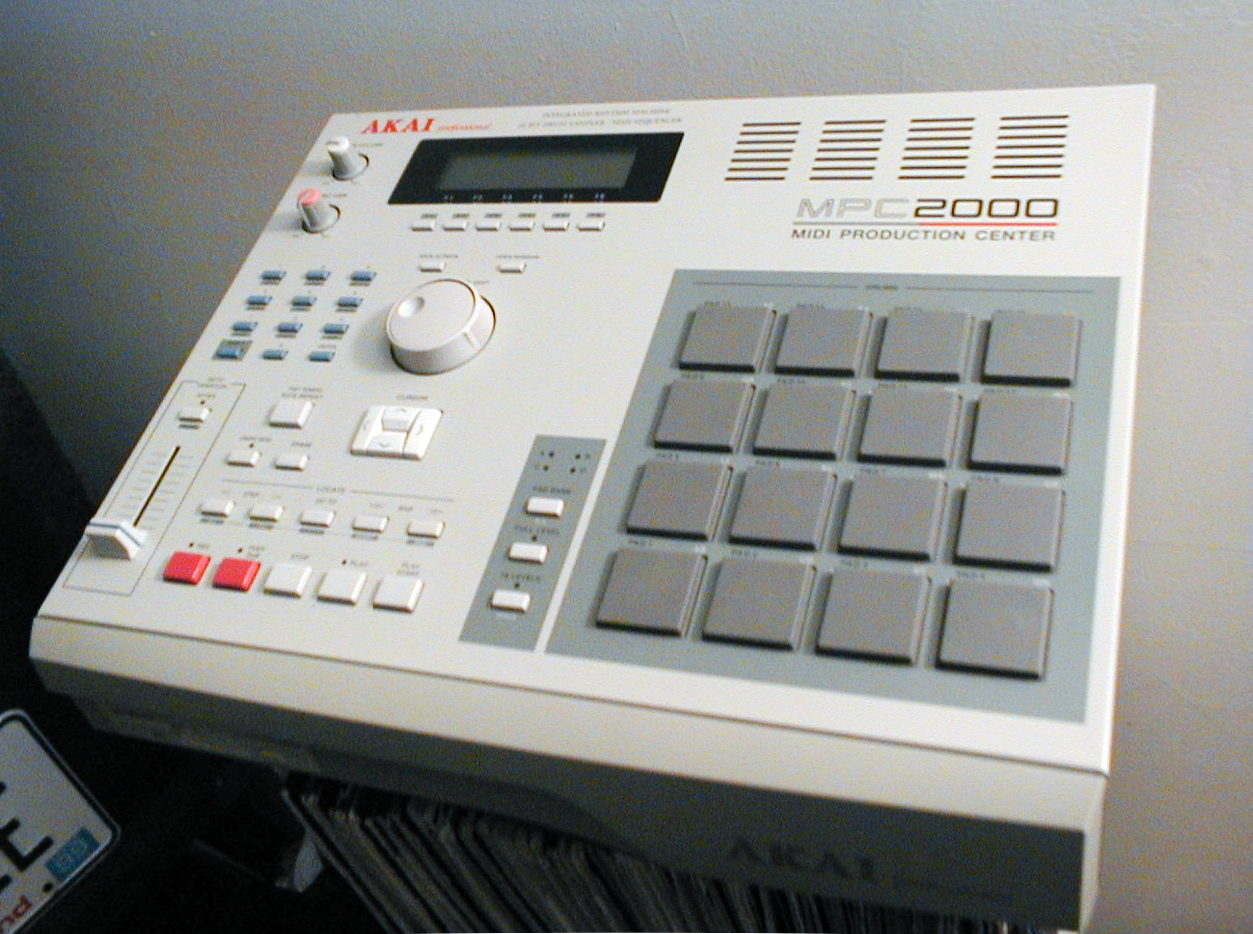
Um Sampler AKAI MPC2000 com Sequenciador

Sampler é um equipamento que consegue armazenar eletronicamente amostras (samples) de sons numa memória e reproduzi-los posteriormente, um a um ou de forma conjunta. É majoritariamente utilizado em contexto musical, como equipamento de estúdio ou instrumento, seja integrando uma banda ou compondo toda uma obra musical equivalendo a um arranjo completo.

## Definição
Dada a confusão que costuma ocorrer no uso deste termo e derivados, por partes:
1.Sample: amostra, em inglês; refere-se a algum trecho ou fragmento obtido de algo maior, do qual fazia parte. É um termo genérico, usado nas mais diversas áreas, embora seja bastante conhecido para se referir, em música, a pequenos trechos sonoros recortados de obras ou gravações pontuais para posterior reutilização noutra obra musical, não necessariamente no mesmo contexto do original.
2.Sampling: o ato de produzir e coletar amostras; amostrar. As primeiras experiências com amostras pré-gravadas de áudio remontam o meio do século XX, sobretudo nas experiências com gravações em fita magnética da música erudita de vanguarda, música concreta (musique concrète) e música eletrônica. O termo foi aportuguesado para "samplear"
3.Sampler: em música, é um software ou um hardware dedicado, feito para armazenar amostras de áudio (samples) de arquivos em diversos formatos, de origem digital (WAV, Flac, MP3 etc.) ou analógica (LP, fita magnética), que são alocados em uma memória, usualmente digital, com a finalidade de poderem ser reproduzidas e/ou reprocessadas posteriormente, uma a uma ou de forma conjunta, montadas em função de forma e tempo musical, soando como uma reprodução solo ou mesmo equivalendo a uma banda completa.

## História e usos
A história da busca por instrumentos que reproduzem sons pré-gravados, remonta à primeira metade do século XX. Nos anos 1930, já havia, na Alemanha, pesquisas relacionadas ao uso de sons gravados para instrumentos. Entretanto, a dificuldade de controle fino sobre as gravações mecânicas utilizadas na época dificultava a tocabilidade. Apenas com o advento da fita magnética a produção de instrumentos que reproduziam sons gravados passou a ser mais factível. 
O primeiro sampler a se tornar muito conhecido foi o Mellotron, instrumento de teclado fabricado na Inglaterra em meados dos anos 60, que utilizava fitas de rolo de 8 segundos de duração com notas gravadas de cordas, sopros, coro de vozes, flauta e em alguns modelos até um rudimentar acompanhamento de ritmo em loop. Cada tecla pressionada acionava o "play" em determinada fita com a nota correspondente. Após muitos anos sendo amplamente utilizado, o Mellotron e sua tecnologia foram sendo substituídos pela era digital a partir de 1978 com o NED Synclavier e depois com o mais famoso sampler da década de 80, o Fairlight CMI. Até então os samplers eram instrumentos grandes, complexos e bastante caros. Com a evolução da tecnologia do microchip, o sampler passou a ser embutido em teclados de menor porte ou em módulos pequenos de rack, tornando-se mais barato e acessível a uma gama maior de músicos.
O sampler é um dos grandes responsáveis pela revolução da música eletrônica pois através dele e executando-se as amostras em loops, pode-se manipular os sons para criar novas e complexas melodias, padrões rítmicos ou efeitos. Exportado dos estúdios, passou a ser usado como instrumento musical em vários gêneros musicais como o pop, hip-hop, dance music, rock, heavy metal, música experimental, world music, música regional e até mesmo em gêneros predominantemente folclóricos e acústicos. Também é usado em pós-produção de áudio para efeitos sonoros. Graças aos samplers e backing tracks é possível contar com arranjos de orquestras inteiras em shows, por exemplo, mesmo em palcos que não comportem mais que 3 ou 4 músicos. Atualmente é raro o sampling usando um hardware dedicado, sendo que, nos anos pós-2000, é mais comum o uso de algum software emulador embarcado em computadores, mais precisamente laptops e tablets.
Mas ainda existem marcas e modelos conceituadas para instrumentos exclusivos de sampleamento, como é o caso das fabricantes Korg e Akai. Muitos desses equipamentos permitem também fazer as edições do som no próprio equipamento, como é o caso do ElecTribe Sampler mkII, da Korg. Além da inserção, o áudio pode ser editado utilizando alguns efeitos como: Pitch shift, Reverb, Delay, Distortion entre outros.
Geralmente os samplers estão associados a algum equipamento controlador, que pode ser um teclado, um pad controller, um computador ou qualquer outro dispositivo que possa servir de controle. É possível endereçar os sons a uma parte específica do controlador (uma das teclas ou um dos pads, por exemplo), e reproduzi-los em tempo real.
Também associados a alguns samplers pode estar um sequenciador, através do qual se pode criar uma sequência, com diversos sons, e reproduzi-los. Mas o mais comum hoje em dia é o uso de teclados com samplers internos, como nas marcas mundiais mais comuns no mercado (Korg, Roland, Yamaha, etc.), onde se encontram principalmente em sintetizadores, que são a princípio teclados editores de timbres e é claro, instrumentos de palco. Muitos destes teclados possuem tecnologia de sampleamento a níveis avançados e profissionais de samplers de mesa, ainda equipados com softwares para conexão a computadores, onde acabam fornecendo uma verdadeira mesa de estúdio de edição para sampleamento.
A nível técnico, na verdade, samplear seria o mesmo que "gravação de sons de timbres instrumentais", ou digitalizar os mesmos na memória interna de um computador, na intenção de se particionando tais sons de instrumentos, os reunir ou os encorpar de volta numa reprodução completa desde esse computador. Um exemplo (e o mais usado), seria o de se gravar nota por nota, os timbres de um piano, aí então ao se os transformar em códigos binários no computador (no formato wav ou wave), se podendo reproduzir tal piano simplesmente ao se conectar um controlador ou teclado nesse computador, aí então se tocando cada nota, dirigida a cada tecla, feita na edição desses samples (amostras de sons timbrados). É isso o que faz um teclado com sampler interno, digitaliza cada nota gravada a uma tecla especifica formando notas musicais, isso valendo para qualquer instrumento gravado (e até vozes humanas ou outros sons geralmente feitos em estúdios e com microfones de alta qualidade ligados aos samplers), dando condições de simular e tocar qualquer instrumento que possa existir, nesse teclado. Dai a teclados poderem tocar "qualquer coisa" que faça som. Não há limites.
Com o sampler pode-se construir, desde um rápido efeito, até uma sequência de ciclos com diversos instrumentos. Mas não se pode confundir samples com patches (ou patch), onde esse último não passa de edições feitas num teclado sobre seus timbres internos (e não wav), em que se acaba memorizando tais edições seja quais forem, então servindo para exportar a outros teclados e até de outras marcas. Mas não passam de um conjunto de edições e efeitos de timbres e não gravações reais de sons instrumentais como são os samples.